# Gerenzano
Gerenzano là một đô thị ở tỉnh Varese trong vùng Lombardia, có cự ly khoảng 25 km về phía tây bắc của Milan và khoảng 25 km về phía đông nam của Varese. Tại thời điểm ngày 31 tháng 12 năm 2004, đô thị này có dân số 9.298 người và diện tích là 9,8 km².
Gerenzano giáp các đô thị: Cislago, Rescaldina, Rovello Porro, Saronno, Turate, Uboldo.